# Itame messapiaria
Itame messapiaria is een vlinder uit de familie spanners (Geometridae). De wetenschappelijke naam is voor het eerst geldig gepubliceerd in 1929 door Sohn-Rethel.
De soort komt voor in Europa.